# Der Dreifache Axel
Der Kurzfilmpreis Der Dreifache Axel wird seit 1988 von der Hamburgischen Kulturstiftung verliehen und hieß bis einschließlich 2020 Flotter Dreier. Beide Namen beziehen sich auf die Länge von maximal drei Minuten, die diese Beiträge zum Internationalen Kurzfilm Festival Hamburg nicht überschreiten sollen. Im Rahmen des Festivals wird Der Dreifache Axel als Publikumspreis verliehen und ist mit einem Preisgeld von 1000 Euro dotiert.

## Bisherige Preisträger
| Jahr | Sieger                                          | Titel                                  | Thema                           |
| ---- | ----------------------------------------------- | -------------------------------------- | ------------------------------- |
| 1988 | Reinhard Westendorf                             | Mein wunderbares Klo                   | Das Loch                        |
| 1989 | markus                                          | Zeichenfischfilm                       | Fisch                           |
| 1990 | Reinhard Westendorf                             | Mutter schafft mich                    | Geld                            |
| 1991 | William Wegman                                  | Deodorant                              | Schwitzen                       |
| 1992 | Piet Niewiadomski und Gacks Lütje               | Zipp-Rap                               | Reißverschluss                  |
| 1993 | Miko Zeuschner                                  | Chinesisches Kriegsgericht             | Chinesisch                      |
| 1994 | Jon Carnoy                                      | Le Repas                               | „Der Kanzler stirbt“            |
| 1995 | Torbjörn Skarild                                | All as Nothing at All                  | Hintertür                       |
| 1996 | Bettina Schoeller                               | Mutti ins Paradies                     | Mutter                          |
| 1997 | Gerrit Haaland                                  | November!                              | Revolution                      |
| 1998 | Jim Lacy und Daniel Haude                       | Friß Vogel; oder stirb!                | Bar                             |
| 1999 | Eva Sütterlin und Daniel Nocke                  | Schnee von gestern                     | „Es riecht schlecht!“           |
| 2000 | Wolfgang Schick, Alex Blancke und Daniel Probst | Ohrwurm                                |                                 |
| 2001 | Thomas Oberlies und Helge Weichmann             | Flatsch                                | Nachbarn                        |
| 2002 | Jim Lacy, Daniel Haude und Kathrin Albers       | Quench                                 |                                 |
| 2003 | Lloyd Price und Christopher Sadler              | The Snoozatron                         |                                 |
| 2004 | Lukas Müller und Stephan Müller                 | Best of Lukas M                        | „Meins“                         |
| 2005 | Matthias Gröbel und Matthias Sdun               | Horst-Uwe G. – Ein deutsches Schicksal | Fußball                         |
| 2006 | Richard Fenwick                                 | Safety Procedures                      | Zittern                         |
| 2007 | Fabian Möhrke                                   | Heimarbeit (Homework)                  | Heimat                          |
| 2008 | Markus Schaefer und René Schüttler              | Da ist nichts (Nothing‘s there)        | Rauch                           |
| 2009 | Philipp Hartmann                                | Der Anner im Himmel                    | Menschliches Versagen           |
| 2010 | Per Carleson                                    | Senaste Nytt (Latest News)             | Küche                           |
| 2011 | Anselm Belser                                   | Felix...                               | Deutsch                         |
| 2012 | Rabin Rahbar                                    | Tarazoo (Scale)                        | Remake                          |
| 2013 | Daniel van Westen                               | Recently in the Woods                  | Durchbruch                      |
| 2014 | Volker Heymann                                  | Drei Experten drehen auf               | Doping                          |
| 2015 | Mohammad Bagher Shahin                          | Malekia                                | „Nach einer wahren Begebenheit“ |
| 2016 | Patrick Schoenmaker                             | Bingo                                  | Abschalten                      |
| 2017 | Sandra Schießl                                  | Die Biester                            | Widerstand                      |
| 2018 | Moritz Boll                                     | Null Komma Sieben                      | Skandal                         |
| 2019 | Carsten Knoop und Dorit Kiesewetter             | Die Navigatour                         | „Lost in Translation“           |
| 2020 | Franziska Unger und Camille Tricaud             | Apocalypse Airlines                    | Neuland                         |
| 2021 | Anna Maria Schmidt                              | money - the movie                      | „Du bist die Katastrophe“       |
| 2022 | Kumaran Herold                                  | Shining                                | „You talkin‘ to me“             |
| 2023 | Simon Ellis                                     | The Terminator                         | „At Night“                      |
| 2024 | Olaf Held                                       | Spätsommer 91                          | Salz                            |